# Asijsko-pacifický region

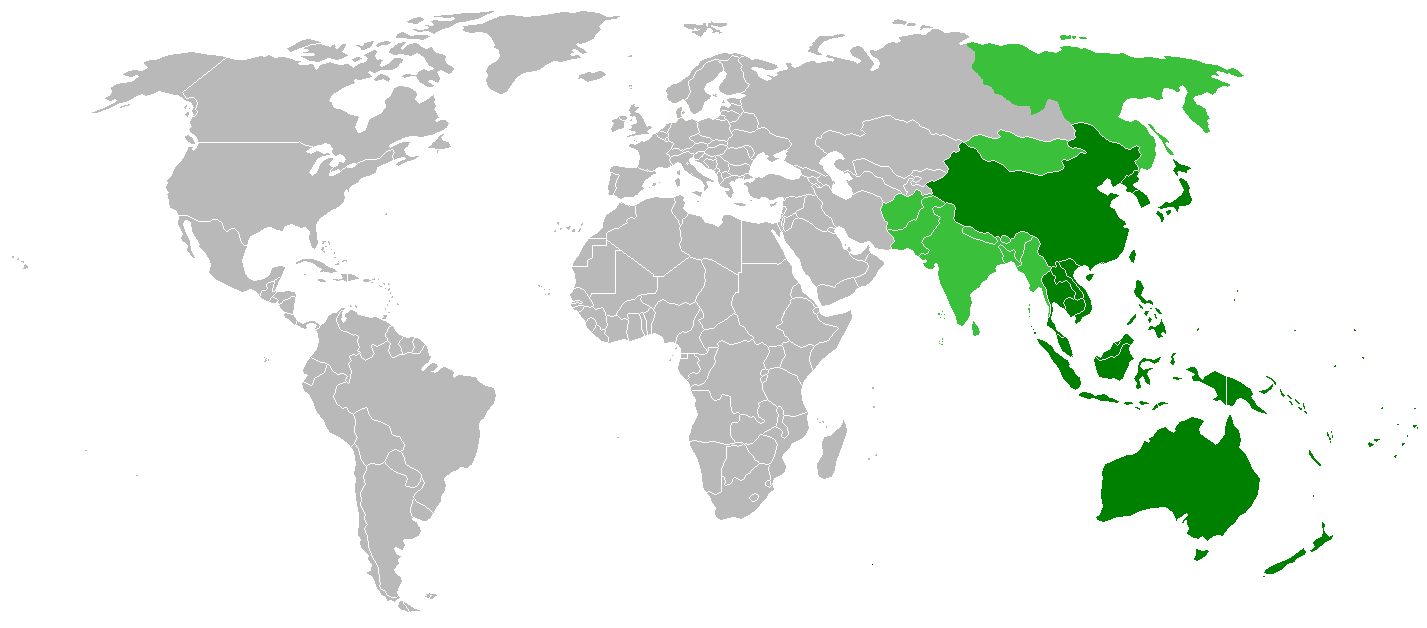
Naznačení asijsko-pacifického regionu na mapě světa

Asijsko-pacifický region je neformální označení části světa nacházející se v okolí západního pobřeží Tichého oceánu. Obvykle se rozumí jako shrnující společné označení pro oblasti východní Asie, jihovýchodní Asie, Střední Asie, Západní Asie, Oceánie. Často je zahrnuta i jihovýchodní část jižní Asie (byť ta ve skutečnosti leží spíše u Indického oceánu). Někdy bývá zahrnut i ruský Dálný východ a Mongolsko, Afghánistán, Havaj.
Významná část zemí regionu je součástí Asijsko-pacifického hospodářského společenství (APEC) a některé země jsou i signatáři Transpacifického partnerství (TPP) a Regionálního ekonomického partnerství (RCEP).

## Asijsko-pacifické země

### Severovýchodní AsieaStřední Asie
- Čína
- Hongkong
- Macau
- Tchaj-wan
- Japonsko
- Mongolsko
- Severní Korea
- Jižní Korea
- Kazachstán
- Kyrgyzstán
- Tádžikistán
- Turkmenistán
- Uzbekistán

### Jihovýchodní AsieaOceánie(Australasie,Mikronésie,Polynésie,Melanésie)
- Brunej
- Kambodža
- Východní Timor
- Indonésie
- Západní Papua
- Laos
- Malajsie
- Myanmar
- Filipíny
- Singapur
- Thajsko
- Vietnam
- Austrálie
- Ostrovy v Torresově průlivu
- Christmas Island
- Kokosové ostrovy
- Ostrov Norfolk
- Federativní státy Mikronésie
- Chuuk
- Francouzská Polynésie
- Fiji
- Guam
- Severní Mariany
- Marshallovy ostrovy
- Ostrov Wake
- Nauru
- Nová Kaledonie
- Nový Zéland
- Cookovy ostrovy
- Niue
- Tokelau
- Samoa
- Americká Samoa
- Palau
- Papua Nová Guinea
- Šalamounovy ostrovy
- Tonga
- Kiribati
- Tuvalu
- Vanuatu
- Wallis a Futuna
- Bougainville
- Velikonoční ostrov
- Havaj
- Pitcairnovy ostrovy
- Ostrovy Midway
- Atol Johnston
- Atol Palmyra
- Ostrov Howland
- Kingmanův útes
- Ostrov Jarvis
- Bakerův ostrov
- Ostrovy Korálového moře
- Ostrovy Ashmore a Cartier
- Ostrovy Heard a McDonald
- Ostrov Salas a Gomez

### Jihozápadní Asie
- Afghánistán
- Bangladéš
- Butan
- Indie
- Maledivy
- Nepál
- Pákistán
- Srí Lanka
- Bahrajn
- Írán
- Irák
- Izrael
- Jordán
- Kurdistán
- Kuvajt
- Libanon
- Omán
- Palestina
- Katar
- Saúdská Arábie
- Sýrie
- Spojené arabské emiráty
- Jemen